# Deggendorfer Gnad
Die Deggendorfer Gnad war eine jährlich stattfindende sogenannte Hostienwallfahrt, die auf einer mittelalterlich-judenfeindlichen Hostienfrevel-Legende bzw. Judenmord beruht. Die antijüdische Wallfahrt Deggendorfer Gnad führte zur Heilig-Grabkirche St. Peter und St. Paul, bis sie im März 1992 vom damaligen Regensburger Bischof Manfred Müller mit einer Bitte um Vergebung aufgelöst wurde.

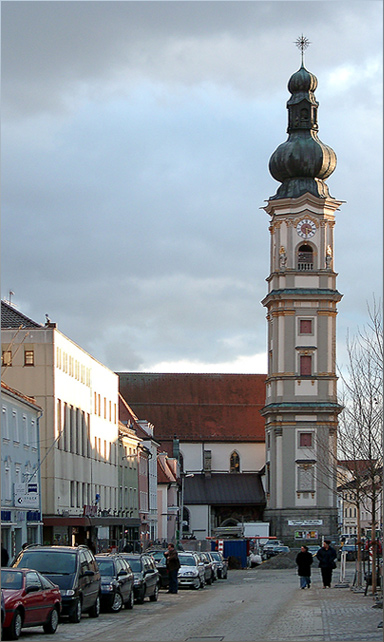
Die Heilig-Grab-Kirche

## Historischer Hintergrund und Quellenlage
Einer zeitgenössischen Quelle von 1338 zufolge wurden im Herbst desselben Jahres Juden in Deggendorf verbrannt. Dieser überfallartige Mord mit Opfern unbekannter Anzahl stand offenbar im Zusammenhang mit der hohen Verschuldung von Deggendorfer Bürgern bei den getöteten Juden. Für die darauf folgenden Tage sind, wie in vielen ähnlich gelagerten Fällen, in der niederbayerischen Umgebung von Deggendorf weitere pogromartige Massenmorde an Juden überliefert.
Bei der Urkunde handelt es sich um eine von Herzog Heinrich XIV. von Bayern unterzeichnete, die als Abschrift aus dem Jahr 1609 erhalten ist. Darin sichert Herzog Heinrich den (christlichen) Deggendorfern zu, dass „die Bürgschaften, Pfandbriefe und anderen Urkunden, die die Juden von ihnen innehatten“ völlig getilgt seien, und die Täter „auf ewig“ ohne Bußleistung und unbehelligt sein sollen.
In den Jahren nach dem Judenmord von 1338 begann man innerhalb der Deggendorfer Stadtmauer mit dem Bau einer Kirche, welche im Jahr 1361 die damals weit verbreiteten Patrozinien „des Leibes Christi und der seligen Apostel Petrus und Paulus“ erhielt. Ob sich die Kirche auf dem Platz einer ehedem vorhandenen Synagoge befindet, konnte bislang nicht geklärt werden. Deggendorf gehörte bereits seinerzeit zum Bistum Regensburg, das damals Bischof Nikolaus von Ybbs unterstand.

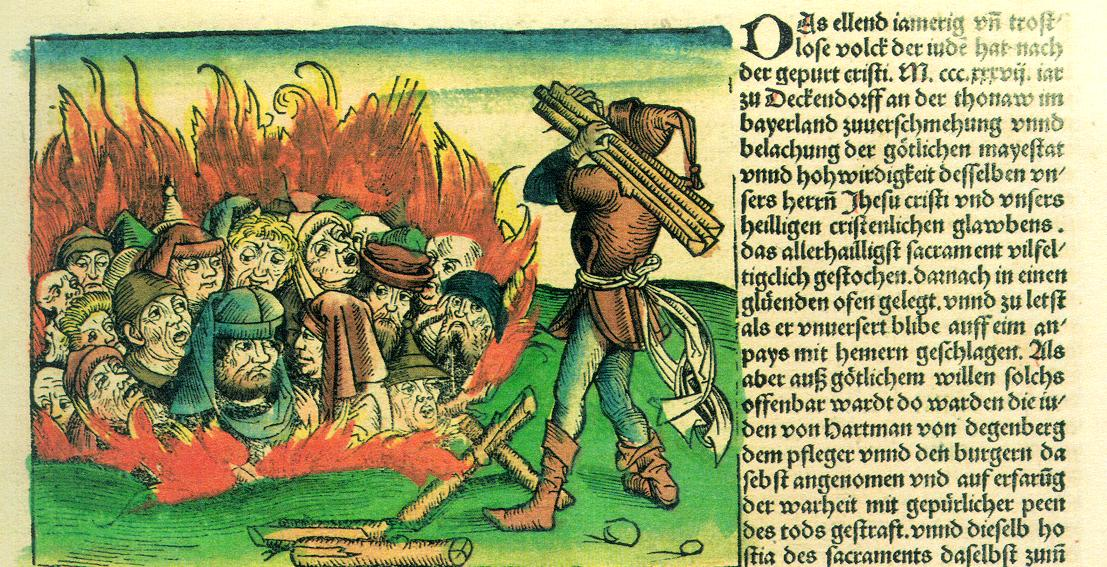
Darstellung der Vernichtung der Deggendorfer Juden in der Schedel’schen Weltchronik von 1493

Erst zwei Generationen nach dem Massaker spricht die Chronik von den Herzögen Bayerns (1371/1372) für den Herbst 1338 von judenfeindlichen Pogromen in Städten Bayerns bzw. Österreichs. Als Verfolgungsgrund wird hierbei, unter ausdrücklichen Vorbehalten („fama“ bzw. „infamia“) des Chronisten, der Verdacht der „Hostienschändung“ genannt. Die Ermordung der Juden wird darin als gottgewollte Strafe bezeichnet, Deggendorf aber nicht explizit genannt.
Die erste Chronik, die den Deggendorfer Judenmord kausal mit dem Vorwurf des Hostienfrevels verbindet und die Legende vom „Hostienfrevel“ ausformuliert, ist die Gründungsgeschichte der Klöster Bayerns, die um 1388 entstanden ist. Darin heißt es, im Jahr 1337 sei in Deggendorf eine Hostie, der „Leib des Herrn“, gefunden worden, die angeblich die „Juden gemartert“ haben sollen. Deswegen seien die Juden ein Jahr später verbrannt worden. In der Schedel’schen Weltchronik aus dem Jahr 1493 werden unter dem Kapitel Das sechst alter die judenfeindlichen Erzählungen wiederholt und die Verbrennung der Deggendorfer Juden dargestellt.

## Legendenbildung, Ablass und Wallfahrt
In der ersten Hälfte des 15. Jahrhunderts entstand das „Gedicht von den Deggendorfer Hostien“, das eine naiv-phantastische Legende der „Hostienschändung“ erzählt, die mit leichten Veränderungen bis zum Ende des 20. Jahrhunderts erhalten blieb. Diese Legende ging von einem sogenannten „Hostienwunder“ aus, wobei man in der Volksfrömmigkeit u. a. die „Mirakelhostien“, welche die legendäre Freveltat angeblich schadlos überstanden hatten, verehrte.
Den überlieferten Ablassurkunden kam in der Begründung und Legitimierung der Deggendorfer Hostienlegende bis in die 1990er Jahre eine wichtige Bedeutung zu. Man ging auch von kirchlicher Seite davon aus, dass der älteste erhaltene Ablass, der wahrscheinlich anlässlich der Weihe eines Bauabschnittes der Grabkirche im Jahr 1361 ausgestellt worden war, eine Besonderheit darstelle und sich auf den angeblichen Hostienfrevel beziehe. Eder kommt in seiner Studie jedoch zu dem eindeutigen Ergebnis, dass die Ablässe seit dem 14. bzw. 15. Jahrhundert „samt und sonders im Rahmen des zur jeweiligen Zeit“ Üblichen blieben und „keinerlei Bezug auf die Hostienlegende“ haben. Obwohl die einst verliehenen Ablässe nach einer gewissen Zeit durch den Apostolischen Stuhl widerrufen wurden, sei man in Deggendorf in Teilen fälschlicherweise von ihrer Gültigkeit und Wirksamkeit ausgegangen.
Erst Anfang des 17. Jahrhunderts scheint die vom Stadtpfarrer und vom bayerischen Herzog „protegierte Hostienwallfahrt vom 29. September bis zum 4. Oktober jeden Jahres vollends aufgeblüht zu sein“. Im Mittelpunkt der volksfrömmigen Wallfahrtspraxis standen die angeblich unversehrt erhaltenen „Mirakelhostien“, die sogenannten Marterwerkzeuge und der „in diesen Tagen in Aussicht gestellte vollkommene Ablaß.“
Der Deggendorfer Hostienlegende, so Eders Resümee, sei „in allen Teilen – mit Ausnahme des Judenmordes – jegliche Glaubwürdigkeit abzusprechen“.

### Die Legende am Beispiel der Erzählungen von Pfarrer Klämpfl
Der Pfarrer und Heimatforscher Joseph Klämpfl (1800–1873) schilderte 1854 in seinem Buch Der ehemalige Schweinach- und Quinzingau den angeblichen Hostienfrevel. Dabei berief er sich auf die Tradition. Demnach erhielten 1337 die Deggendorfer Juden von einer christlichen Dienstmagd gegen ihre bei ihnen versetzten Kleider 10 Hostien. Die Magd habe zur Osterzeit zehnmal kommuniziert und dabei das Allerheiligste jedes Mal unbemerkt aus dem Mund genommen und in ihrem Schweißtuch verborgen. Die Juden hätten die Hostien mit Ahlen und dem Zweig eines Rosenstrauches gestochen, sie in einen geheizten Backofen geworfen und auf einem Amboss auf sie eingehämmert. Dennoch hätten sie die Hostien nicht zerstören können. So hätten sie die Hostien in einen Beutel mit Gift gesteckt und diesen in einem Brunnen versenkt.
Daraufhin seien mehrere Personen an dem vergifteten Wasser gestorben. Da habe ein Nachtwächter zur Nachtzeit einen hellen Schein über dem Brunnen gesehen, später auch andere Bürger. Man habe dann eine Untersuchung gegen die Juden eingeleitet und den Hergang des „Frevels“ entdeckt. Die Hostien seien aus dem Brunnen geholt und in einer feierlichen Prozession in einem Kelch in die Kirche gebracht worden. Einer Legende zufolge hätten sich die Hostien selbst aus der Tiefe des Brunnens in den vorgehaltenen Kelch erhoben.
Um diesen Frevel zu rächen, hätten sich die Ratsherren und eine große Anzahl Bürger in der Kirche von Schaching versammelt und geschworen, die Juden zu vertreiben „oder zu vertilgen“. Auch der herzogliche Pfleger in Natternberg, Hartmann von Degenberg, habe sich daran beteiligt. Am 30. September 1338 sei mit der Glocke der St.-Martins-Kirche am Rathaus das Zeichen gegeben worden, woraufhin die Bürger in die Häuser der Juden eingedrungen seien und sie vertrieben hätten. Diejenigen, die sich widersetzten, seien erschlagen worden, und viele, so Klämpfl, hätten selbst ihre Häuser angezündet und sich und ihre Angehörigen verbrannt, um nicht in die Hände der Christen zu fallen.

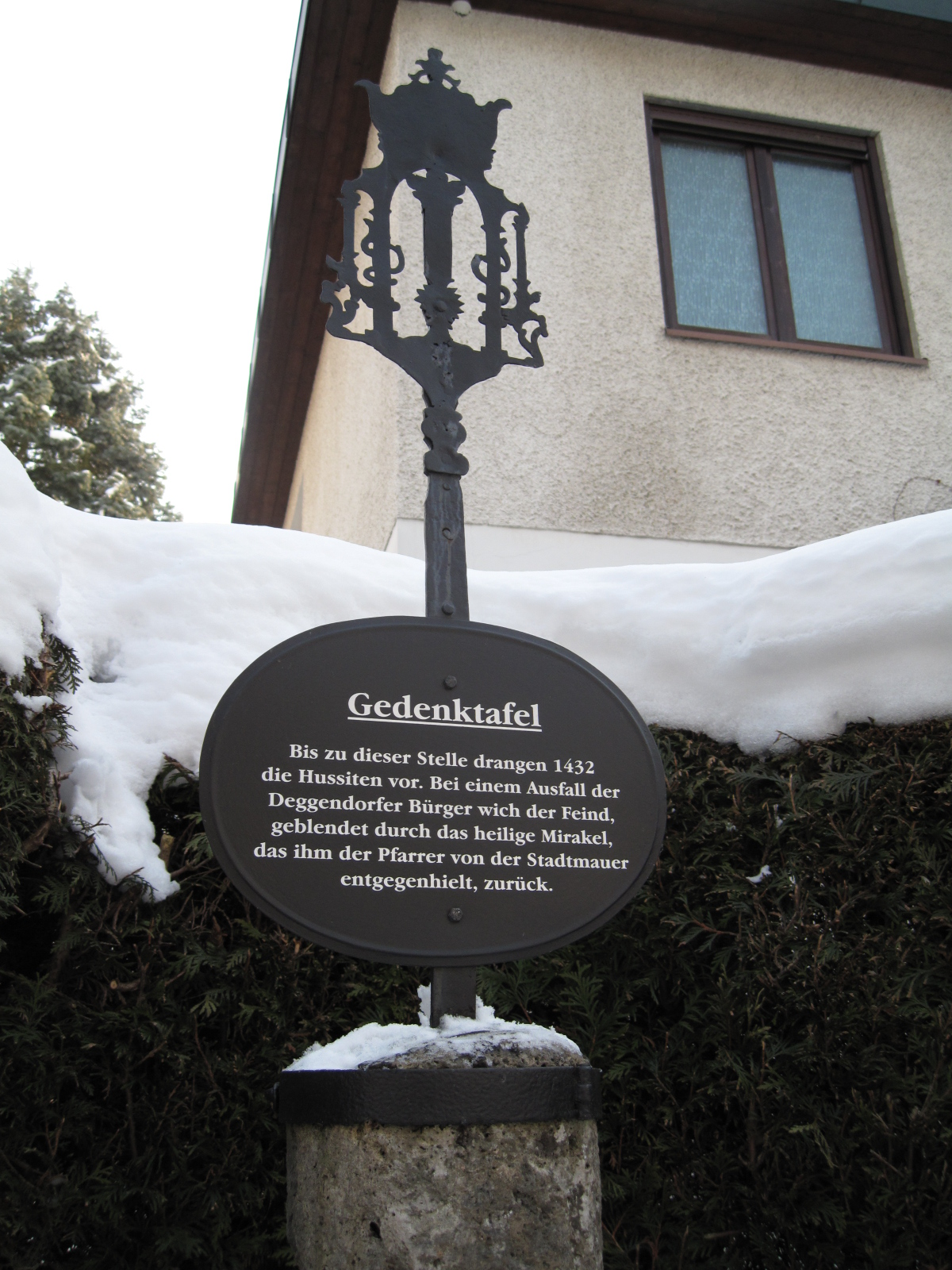
Gedenktafel: Hussiten vor Deggendorf durch Grab-Mirakel gestoppt

Als Herzog Heinrich in Landshut davon erfahren habe, habe er dieses Vorgehen in einem eigenhändigen Schreiben gelobt und den beteiligten Bürgern alle Beute geschenkt und ihnen alle Schulden erlassen, die sie bei den Juden gemacht hatten. Dann habe man dort, wo die Entehrungen vorgefallen seien, eine Kirche erbaut. Man habe sie „zum heiligen Grabe“ genannt, weil hier in Gestalt der Hostien gleichsam das erneuerte Leiden Christi zur Anbetung aufbewahrt würde.
Klämpfl berichtete von seiner eigenen Zeit, dass noch immer jährlich 40.000 bis 50.000 Gläubige aus Bayern, Böhmen und Österreich nach Deggendorf strömten, um den Ablass zu gewinnen.
In Schaching erinnerte eine Steinsäule, die noch im 19. Jahrhundert erneuert wurde, an den Bund zur Vertreibung der Deggendorfer Juden. Sie trug die Aufschrift:

„Hier an diesem Ort schwuren Herr Hartmann von Degenberg aus uralt adeligem Geschlecht, bayerischer Landherr, in dem fürstlichen Schlosse Natternberg residirend, Kammerer und Rath, dann die Bürger von Deggendorf, zu Gott einen feierlichen Eid, jene Schmach und Mißhandlung an den gottlosen Juden zu rächen, so sie den heiligen Hostien angethan im Jahre 1337 den 30. September.“

### Darstellungen aus einem Gebetbuch, Deggendorf 1776

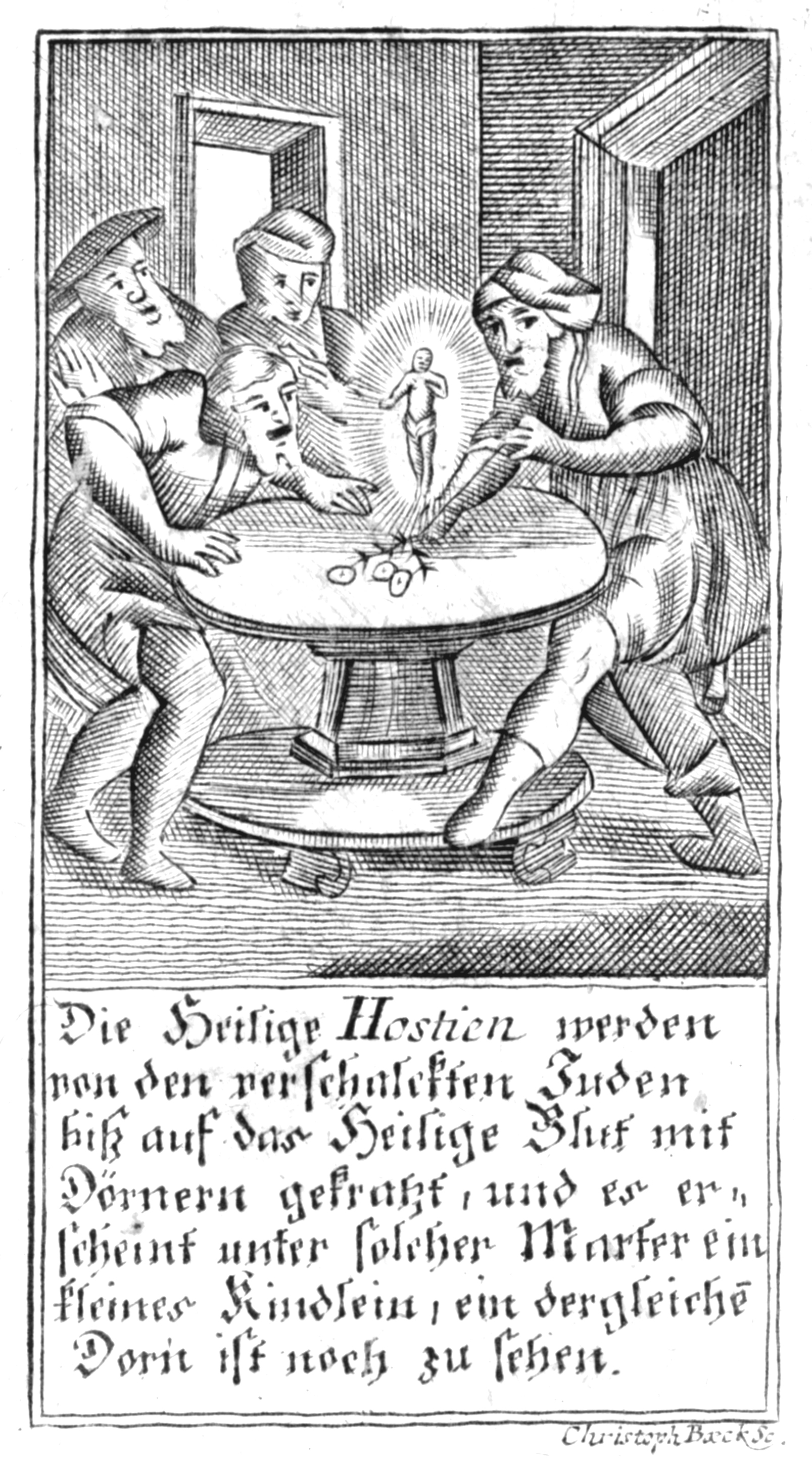
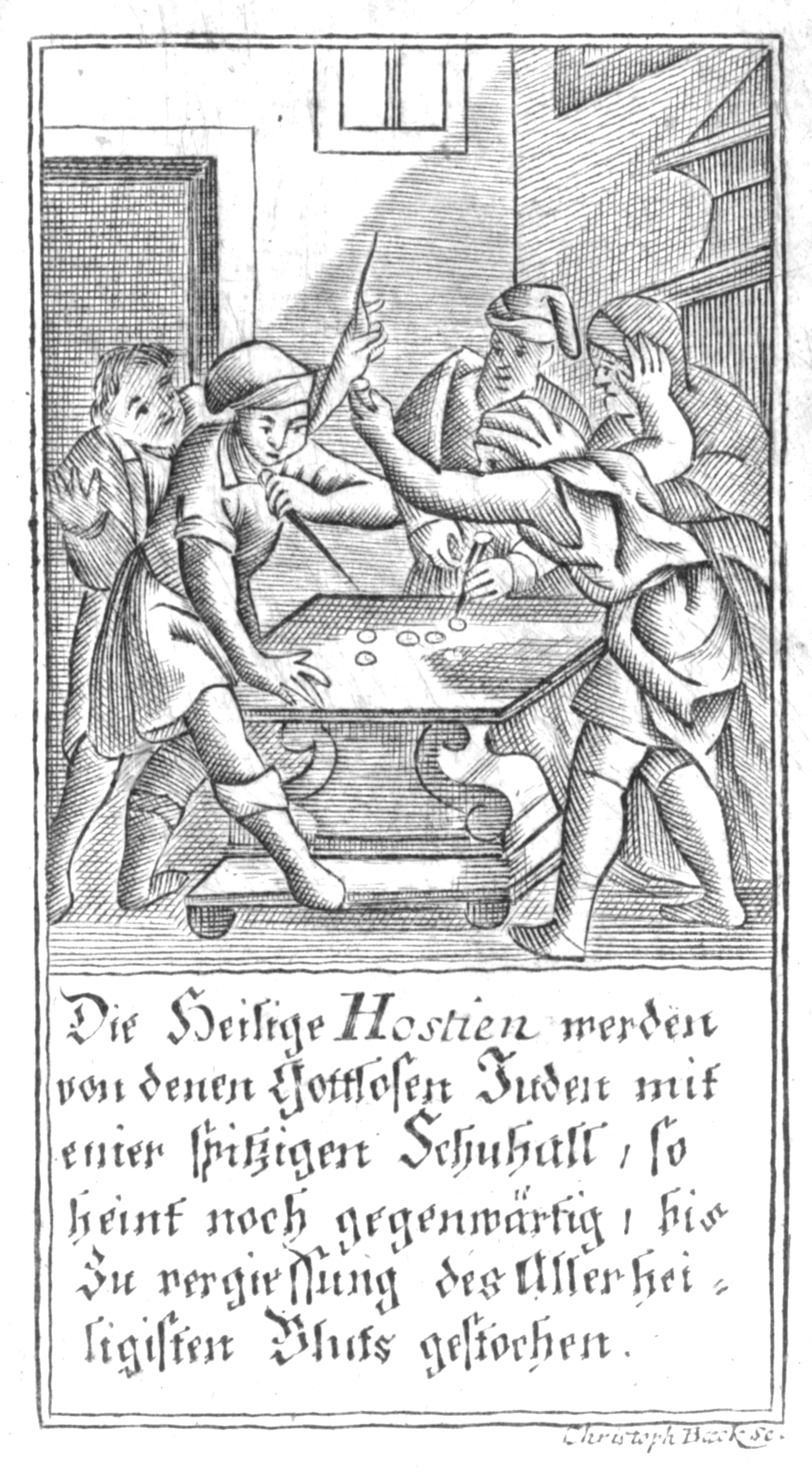
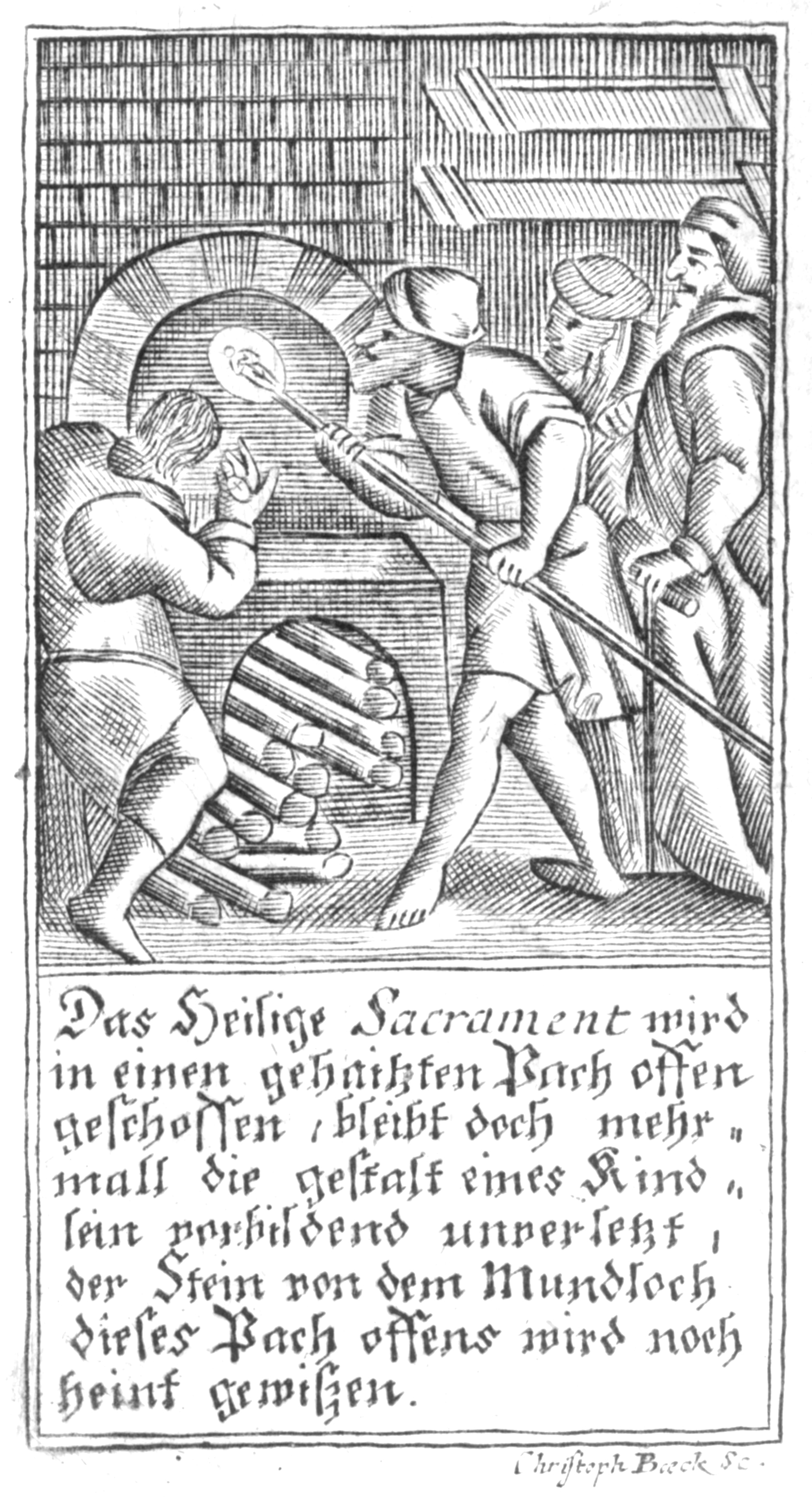
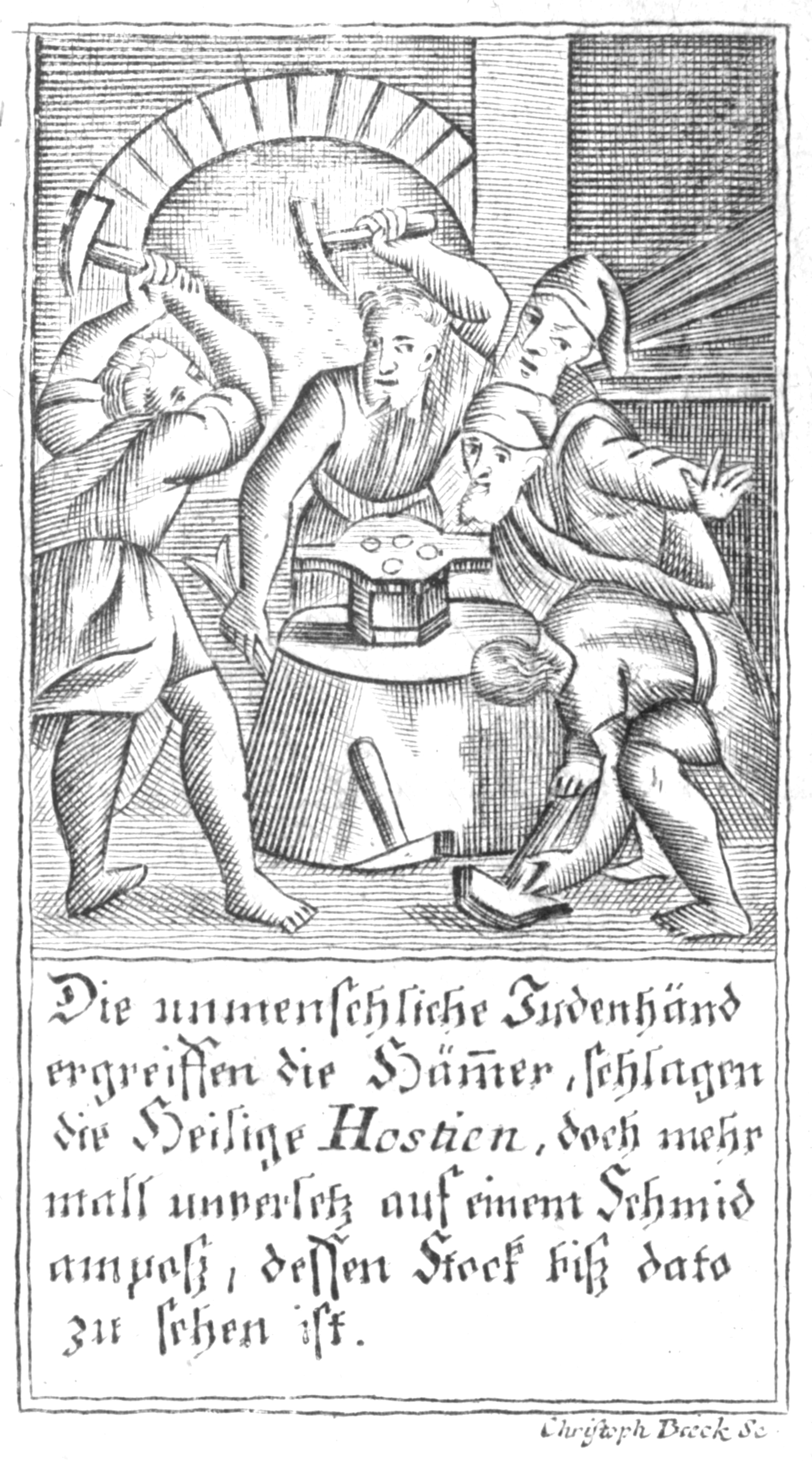
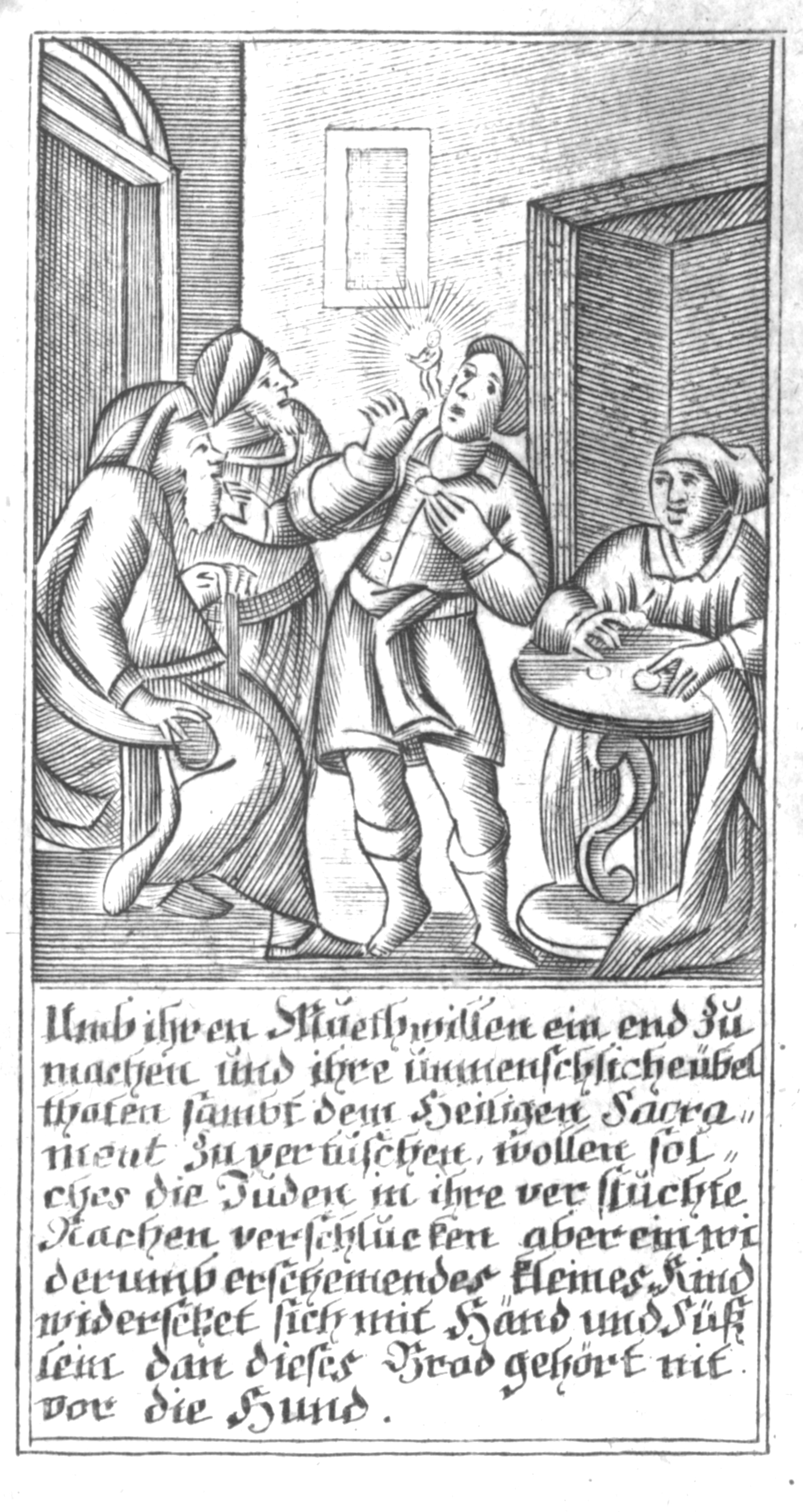
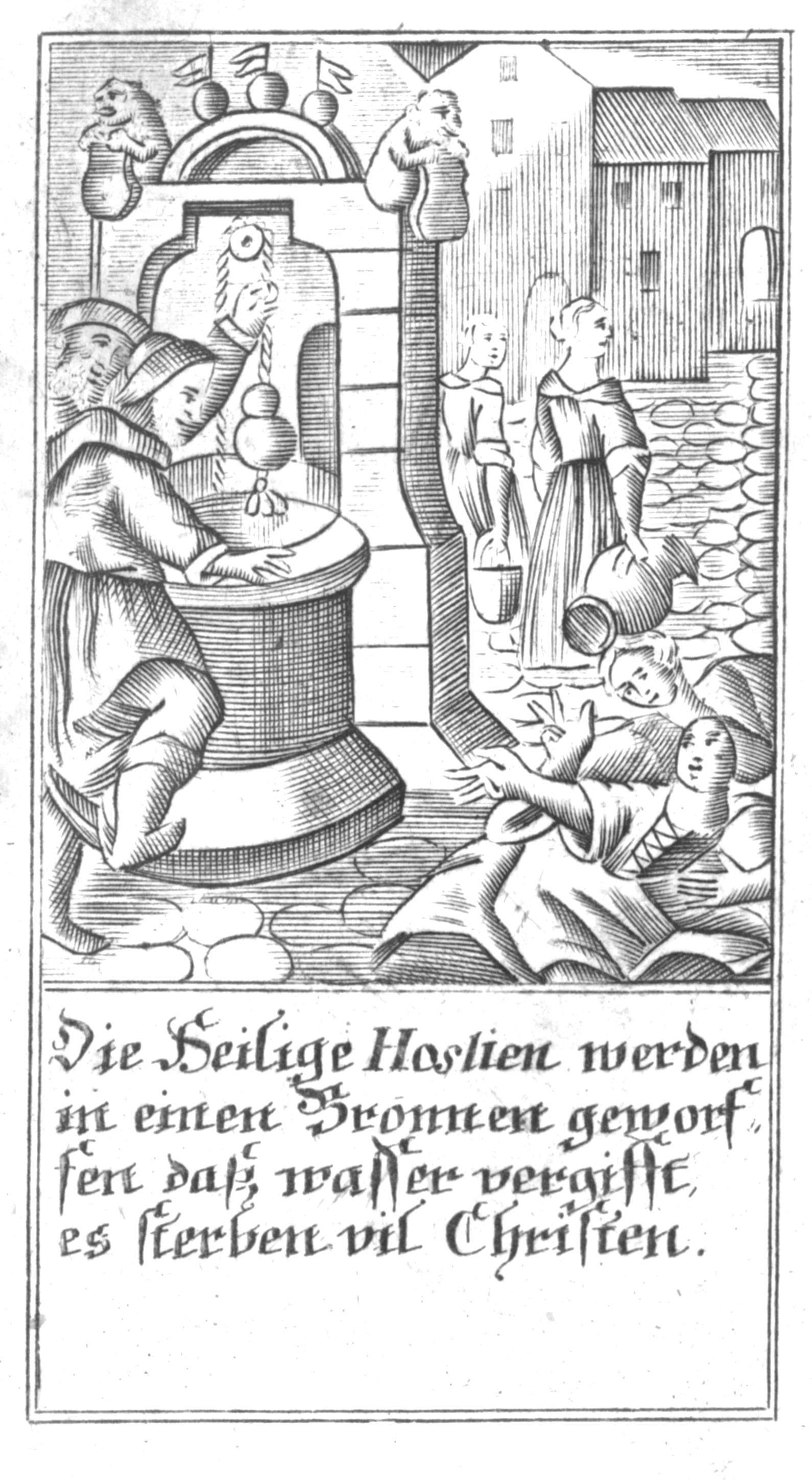

### Das VolksliedDie Juden zu Deggendorf
„Die Juden zu Deggendorf“ ist ein niederbayerisches Volkslied, das auf Andre Summer zurückgeht, in das Jahr 1337 datiert und in Das Bayernbuch eines Joseph Maria Mayer, 1869 in München herausgegeben, veröffentlicht ist. Hier ein Auszug aus dem Text:
Als man zählt dreizehnhundert Jahr

und sieben und dreißig, das ist wahr,

hat sich ein Sach begeben,

zu Deggendorf im Bayerland,

manchem Biedermann bekannt,

das sollt ihr merken eben.

Da sassen der Juden viel mit Haus,

die lebten sträfiglichen,

die machten z’samm ein‘ Bund durchaus,

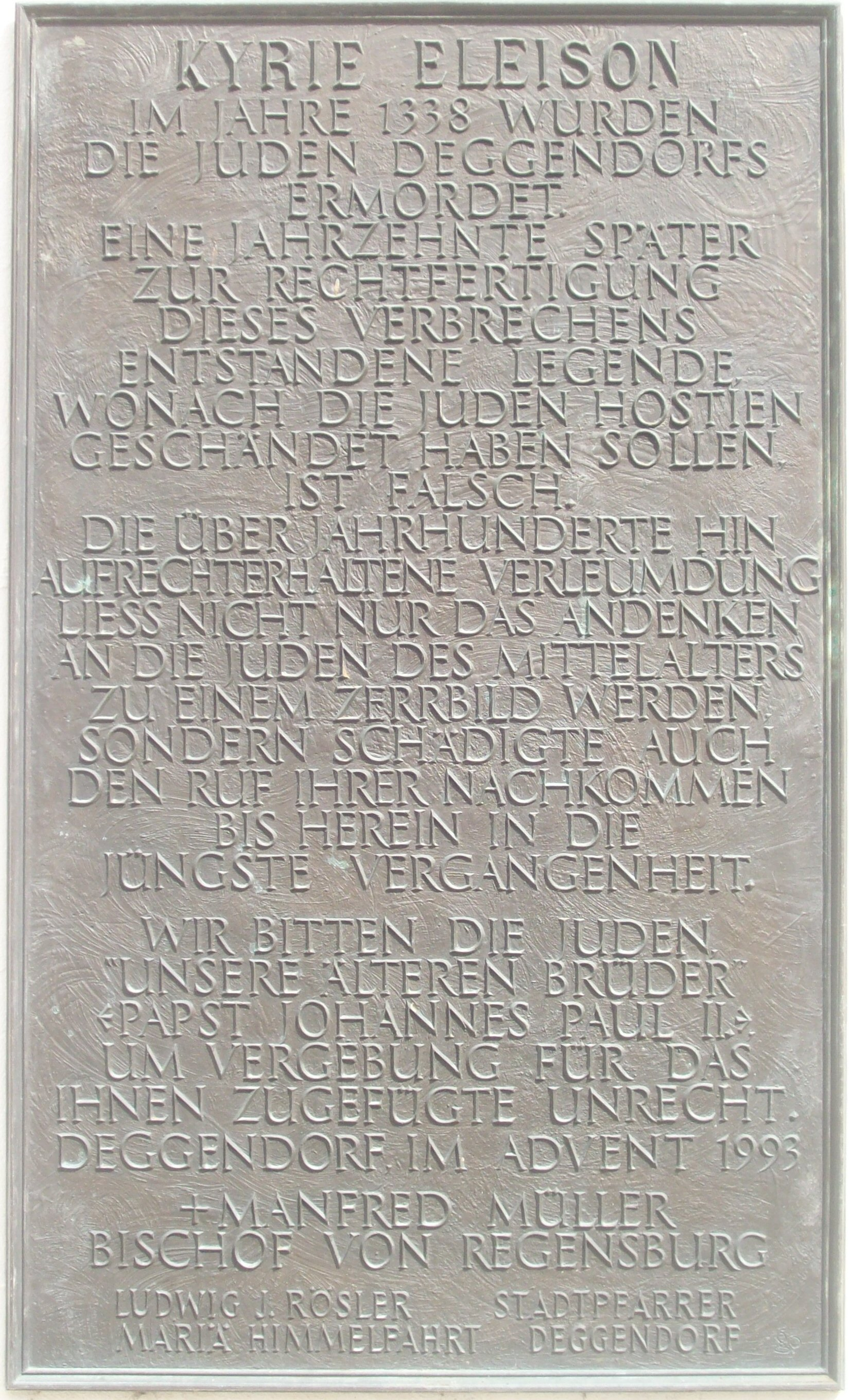
Inschrift außen an der Grabkirche (1993)

zuwegen brächten Christi Leib,

das heilige Sakramente;

zu singen ich das schreib.

Ein’ Anschlag hätten sie gemacht,

ein Christenweib zuwegen bracht,

mit der ha‘n sie paktiret: (…)

## Kritik und Ende der Wallfahrt
Bereits in der Zeit der Aufklärung wurde deutliche Kritik sowohl am Anlass (Gnadlegende und Judenpogrom, Ablass) wie auch am Ausmaß der Wallfahrt laut. So schrieb Johann Pezzl 1784:
Aus halb Südbayern kämen die Wallfahrer, im Jahr 1766 über 60.000. Dann folgt die Polemik im Stil des Josephinismus, dass bei einem anzunehmenden Mittel von jährlich 40.000 Pilgern und einer Dauer von drei Tagen der wirtschaftliche Schaden erheblich sei, „die wunden Füsse, die durch Hitze und Schwelgerei verdorbene Gesundheit, und das unnütz verschwendete Geld noch nicht mitgerechnet.“ Bis der Wunsch des Autors für ein Ende der Wallfahrt („Wenn doch ein wohlthätiger Patriot einst auf den Einfall käme, durch ein geschicktes Strategem die Hostien auf die Seite zu räumen, und dadurch der Gnade ein Ende zu machen, da es die Regierung nicht thut!“) in Erfüllung ging, brauchte es noch über zwei Jahrhunderte.
Auf die Verflechtung der Wallfahrt mit dem Pogrom wiesen dann im 19. Jahrhundert u. a. Johann Christoph von Aretin und danach Ludwig Steub hin. Kurz nachdem der Theologe Rudolf Graber zum Bischof von Regensburg berufen worden war und internationale Kritik längst auf die Einstellung der Deggendorfer Gnad gedrängt hatte, verurteilte Graber zur Wallfahrtseröffnung im Jahr 1962 die grausamen Judenverfolgungen seit dem Mittelalter. Die Wallfahrt aber, so Graber, diene nicht der Verherrlichung des Judenmordes und „deshalb werden wir nie und nimmer einigen Artikel- und Briefschreibern zulieb die Deggendorfer Gnad einstellen.“ Damals wandelte Bischof Graber die Deggendorfer Gnad in eine eucharistische Veranstaltung um, die Sühne leisten solle für all die Verbrechen, „die unser Volk begangen hat, im frühen Mittelalter, im späten Mittelalter […] vor allem in der jüngsten Vergangenheit.“
Die Kritik an der fortbestehenden Wallfahrt war mit der Neuausrichtung nicht beendet. Im Herbst 1991 wurde die Hostienfrevellegende, die der Deggendorfer Gnad zugrunde liegt, im Rundbrief der Regensburger Gesellschaft für Christlich-Jüdische Zusammenarbeit  als „handfeste religiöse und politische Lüge, die Antijudaismus produzierte“, bezeichnet.
Erst nach Abschluss der einschlägigen Doktorarbeit des Kirchenhistorikers Manfred Eder, die von der katholischen Fakultät der Universität Regensburg betreut wurde, hat Bischof Manfred Müller, der Nachfolger Grabers, die Wallfahrt im März 1992 eingestellt.
Im Hirtenwort des Bischofs von Regensburg an die Katholiken in Deggendorf heißt es dazu:

„Da jetzt die Haltlosigkeit jüdischer Hostienschändungen auch für den Deggendorfer Fall endgültig bewiesen ist, ist es ausgeschlossen, die ‚Deggendorfer Gnad‘ – noch dazu als ‚Eucharistische Wallfahrt der Diözese Regensburg‘ – weiterhin zu begehen.“

Eine „geistige Aufarbeitung und Bewältigung des Komplexes der ‚Deggendorfer Gnad‘“ stehe noch aus.